# Crocidura grandiceps
Crocidura grandiceps е вид бозайник от семейство Земеровкови (Soricidae). Видът е почти застрашен от изчезване.

## Разпространение
Разпространен е в Бенин, Гана, Гвинея, Кот д'Ивоар, Либерия и Нигерия.